# Roszpunka
Roszpunka, roszponka (Valerianella Miller) – rodzaj roślin z rodziny przewiertniowatych Caprifoliaceae. Obejmuje ok. 64, 65 do 77 gatunków. Rośliny te występują w Europie, zachodniej Azji i północnej Afryce. W Polsce rośnie 7 gatunków – wszystkie jako rośliny introdukowane, z czego cztery są już zadomowione, a trzy są tylko przejściowo dziczejące. Rośliny z tego rodzaju zasiedlają najczęściej suche tereny skaliste, częste są także w krajobrazie rolniczym, na polach, i w na siedliskach ruderalnych (np. na starych murach). 
Są to rośliny zielne o silnie rozgałęzionych widlasto pędach, z drobnymi kwiatami, rozróżniane głównie na podstawie budowy owoców, które zaopatrzone są w rozmaite przydatki (haczyki, kolce, włoski, papierzaste oskrzydlenie i spłaszczone wyrostki).
Niektóre gatunki uprawiane i używane są jako warzywa, zwłaszcza roszpunka warzywna V. locusta. 

## Rozmieszczenie geograficzne
Zasięg rodzaju obejmuje Eurazję w strefie klimatu umiarkowanego, na obszarze od Wysp Brytyjskich i Portugalii na zachodzie po Afganistan na wschodzie. Poza tym przedstawiciele rodzaju obecni są w północnej Afryce. W Europie rosną 24 gatunki. Centrum zróżnicowania stanowi Turcja, gdzie obecnych jest 31 gatunków. Jako rośliny introdukowane roszpunki rosną w  Azji Wschodniej i Ameryce Południowej. 
Gatunki flory Polski
- roszpunka bruzdkowana Valerianella rimosa Bastard – antropofit zadomowiony
- roszpunka koroniasta Valerianella coronata (L. DC. – efemerofit
- roszpunka mieszana Valerianella mixta Dufr. – prawdopodobnie antropofit zadomowiony
- roszpunka ostrogrzbiecista Valerianella carinata Loisel. – efemerofit
- roszpunka warzywna Valerianella locusta Laterr em. Betcke – antropofit zadomowiony
- roszpunka wełnistoowockowa Valerianella eriocarpa Desv. – efemerofit
- roszpunka ząbkowana Valerianella dentata (L.) Pollich – antropofit zadomowiony

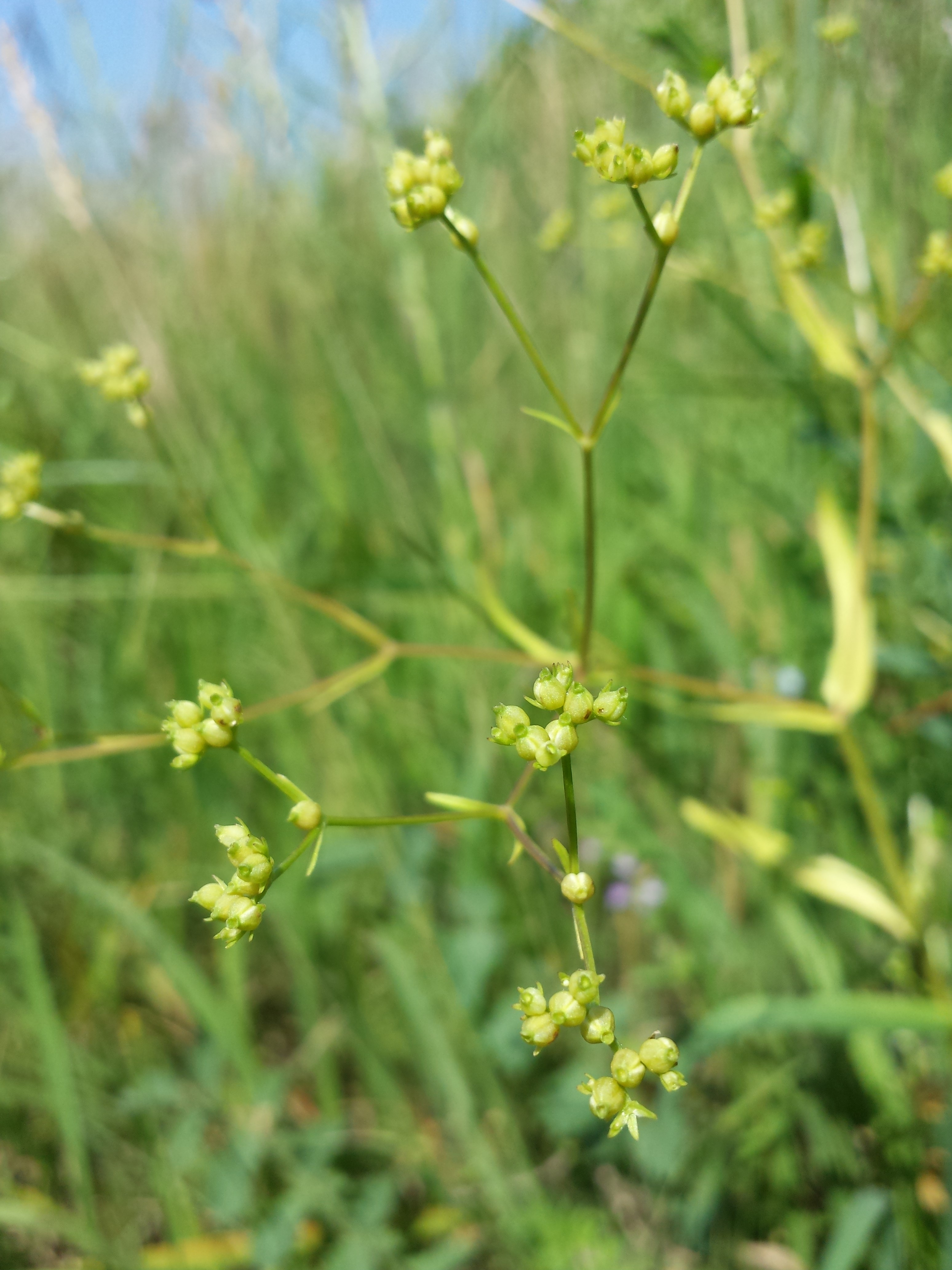
R. bruzdkowana V. rimosa
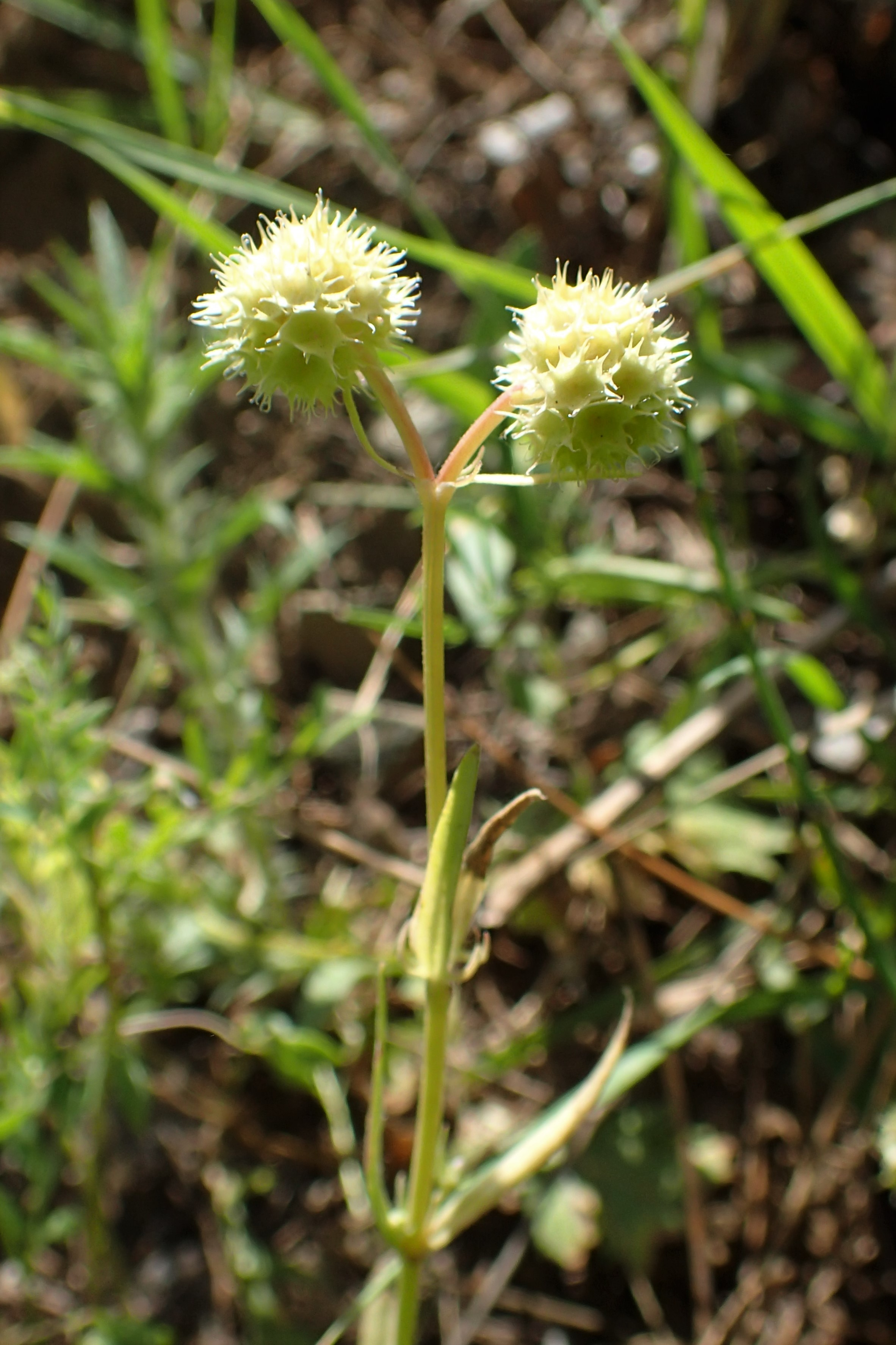
R. koroniasta V. coronata
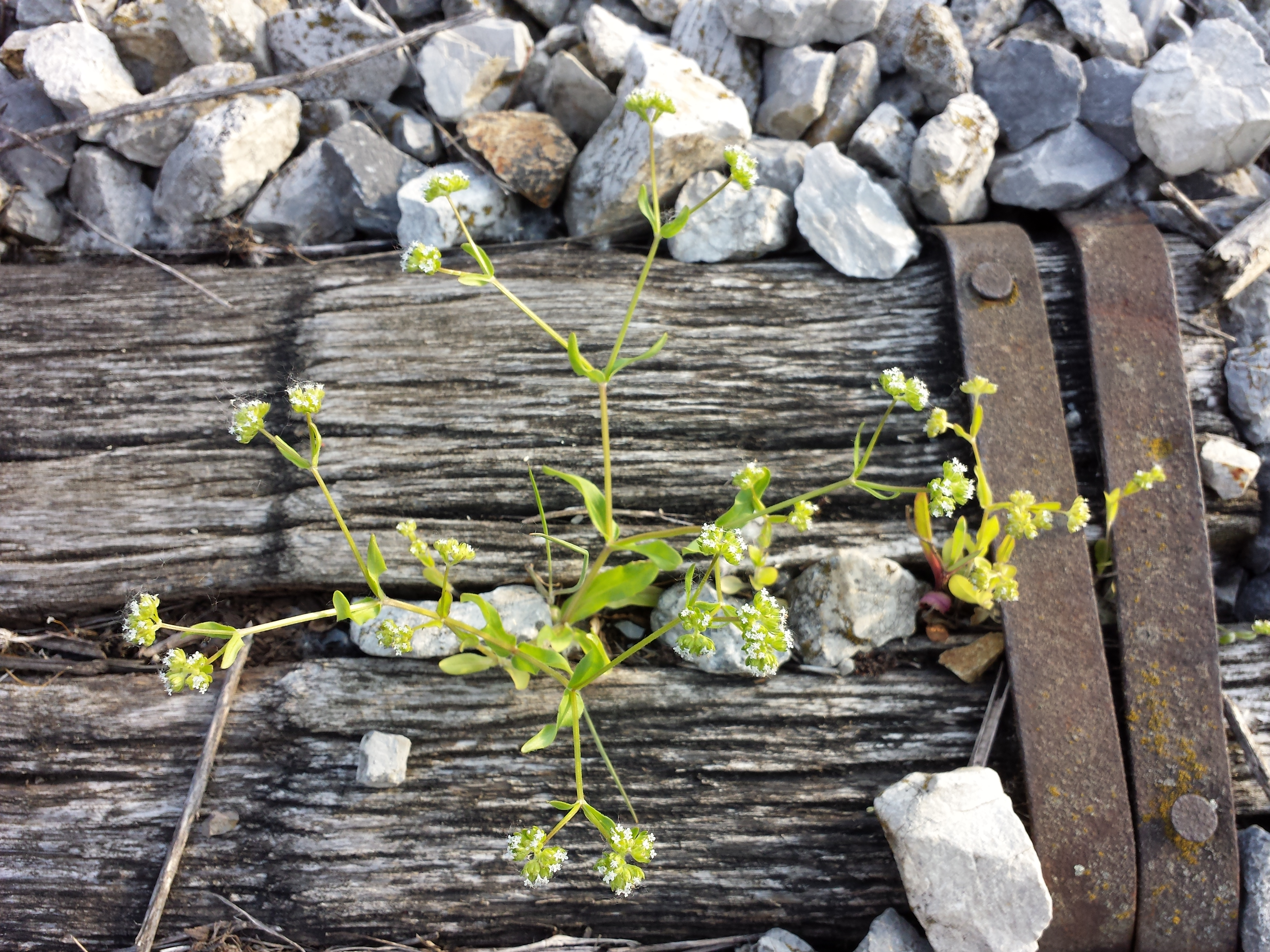
R. ostrogrzbiecista V. carinata
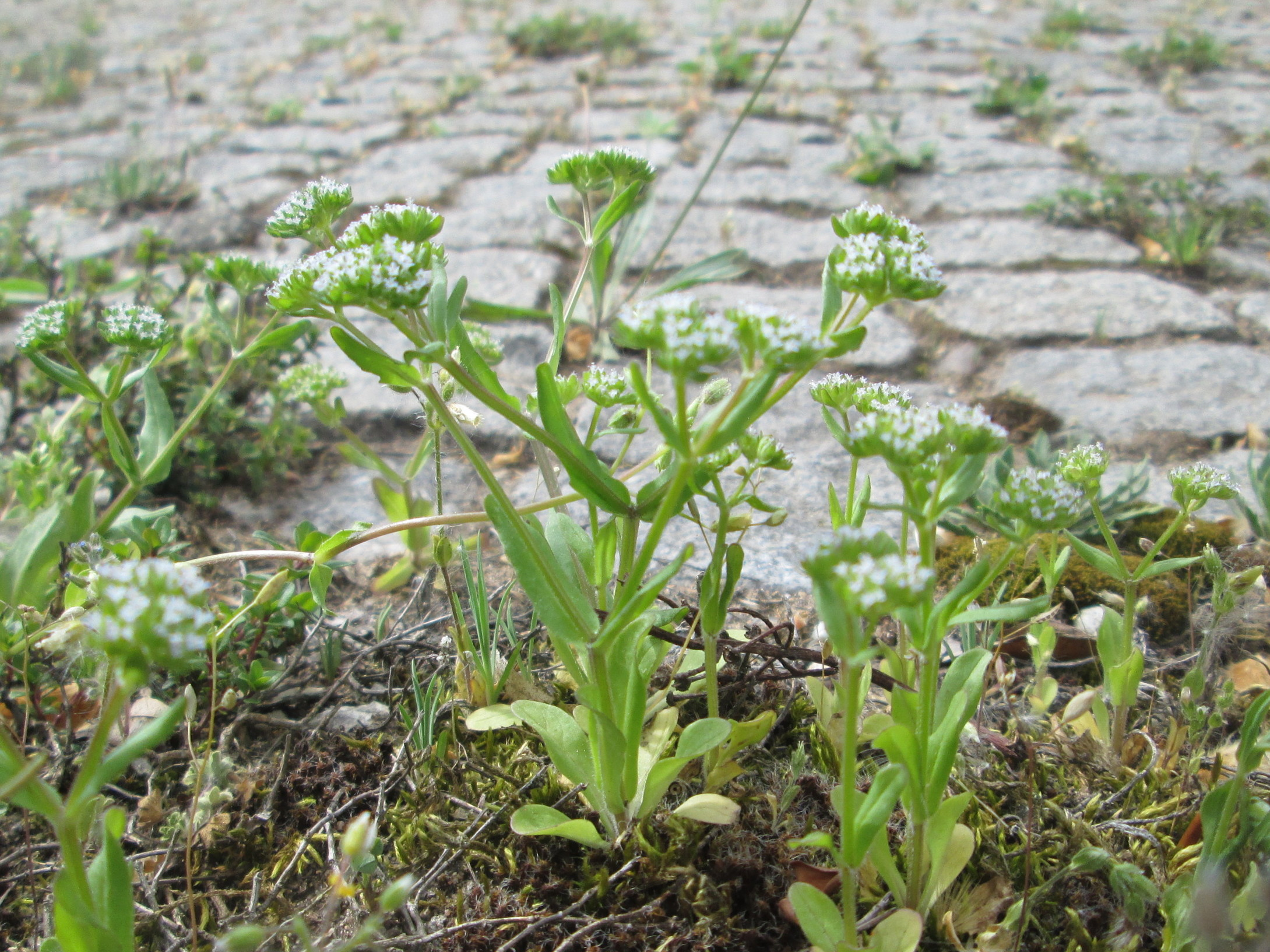
R. warzywna V. locusta
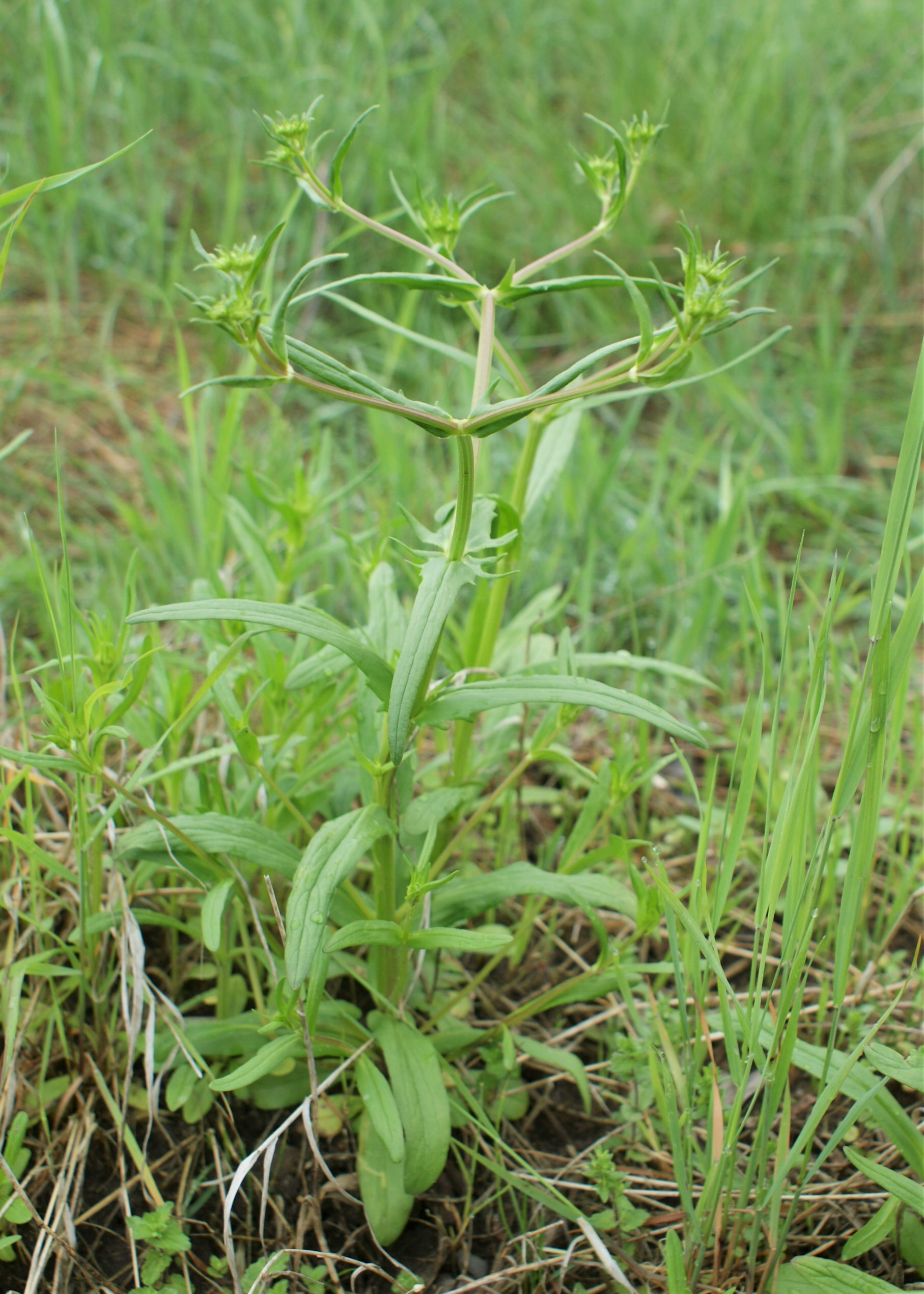
R. ząbkowana V. dentata

## Morfologia
PokrójRośliny jednoroczne (rzadko dwuletnie) o pędach osiągających do 40 cm wysokości, od nasady lub przynajmniej w górnej części rozgałęzione widlasto. Pędy nagie lub w różnym stopniu owłosione, czasem z zadziorkami.
LiścieDolne często skupione w rozetę przyziemną, całobrzegie, zwykle zaokrąglone. Górne liście naprzeciwległe, zwykle zrośnięte nasadami. Ich blaszka najczęściej z ząbkami, czasem jest całobrzega, rzadko klapowana lub nawet pierzasto-sieczna.
KwiatyDrobne, obupłciowe, skupione w luźne lub skupione baldaszkowate lub główkowate kwiatostany, w których obrębie kwiaty wyrastają w dwuramiennych wierzchotkach. Poszczególne kwiaty siedzące, wsparte są lancetowatymi lub podługowatymi przysadkami. Kielich różnie wykształcony – rzadko zredukowany całkowicie i na owocach niewidoczny, częściej w postaci rąbka z uszkami lub ząbkami, trwały, zachowujący się na owocach. Korona kwiatu u nasady i do połowy, czasem wyżej zrośnięta z pięciu płatków w rurkę, w górze lejkowata, przy czym wolne, rozpostarte końce płatków mogą być równe lub jeden z nich bywa większy od reszty. Korona zwykle biała, jasnoniebieska lub różowawa. Pręciki trzy. Słupek pojedynczy, z dolną zalążnią, trójkomorowy, przy czym  tylko w jednej komorze rozwija się zalążek. Szyjka słupka kończy się trójramiennym znamieniem.
OwoceNiełupki owłosione lub nagie, zawierające pojedyncze nasiono, z różnie wykształconymi, często zupełnie zmarniałymi komorami płonnymi. Na szczycie z rąbkiem trwałego kielicha różnie wykształconym. W czasie owocowania rąbek kielicha twardnieje, wznosi się prosto, rozchyla albo rozdyma. Może być całobrzegi lub zwieńczony 3–6 kolcami lub haczykami, nigdy nie jest jednak pierzasty. Jego budowa jest istotną cechą diagnostyczną.

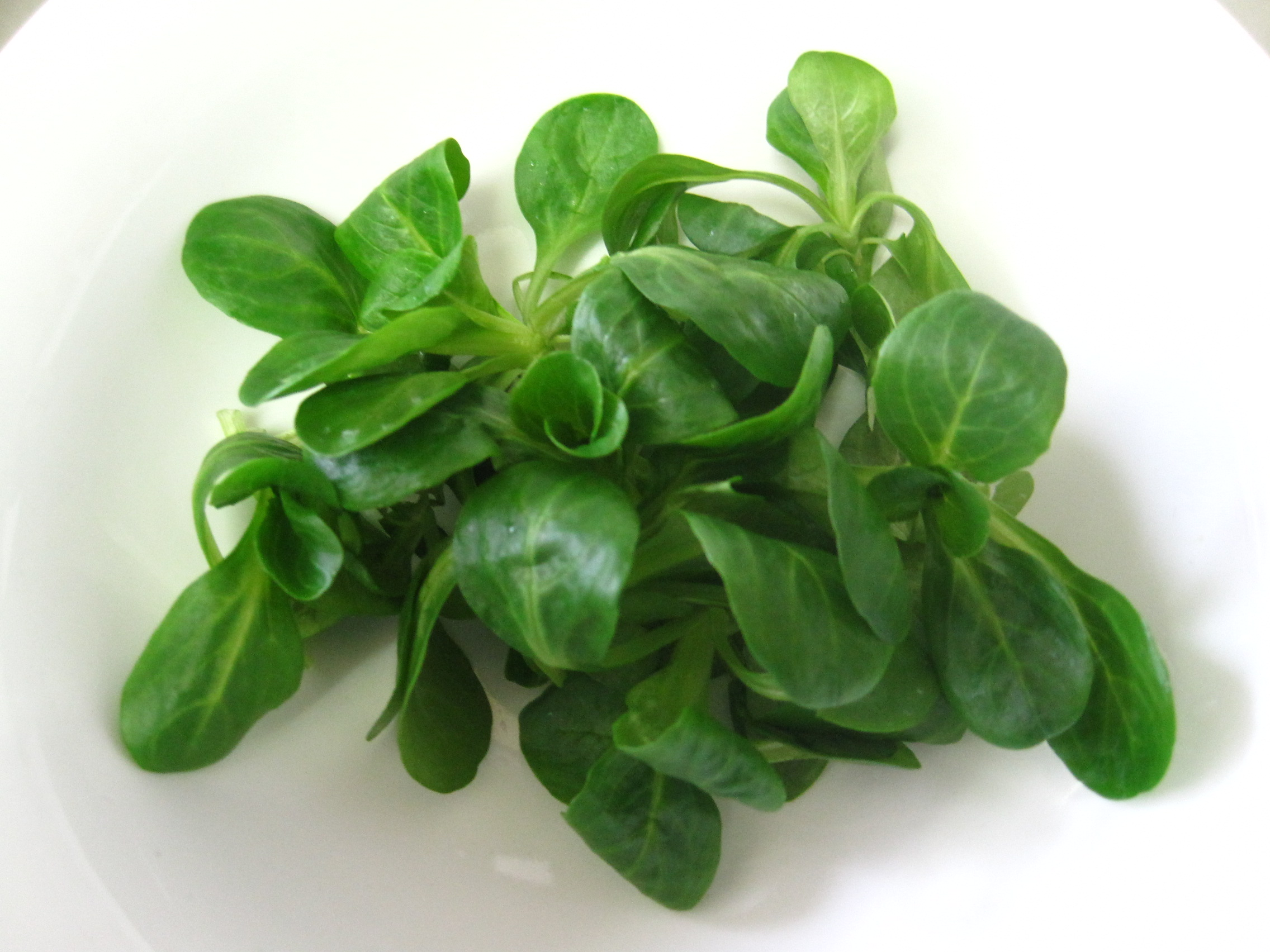
Liście roszpunki warzywnej jako warzywo
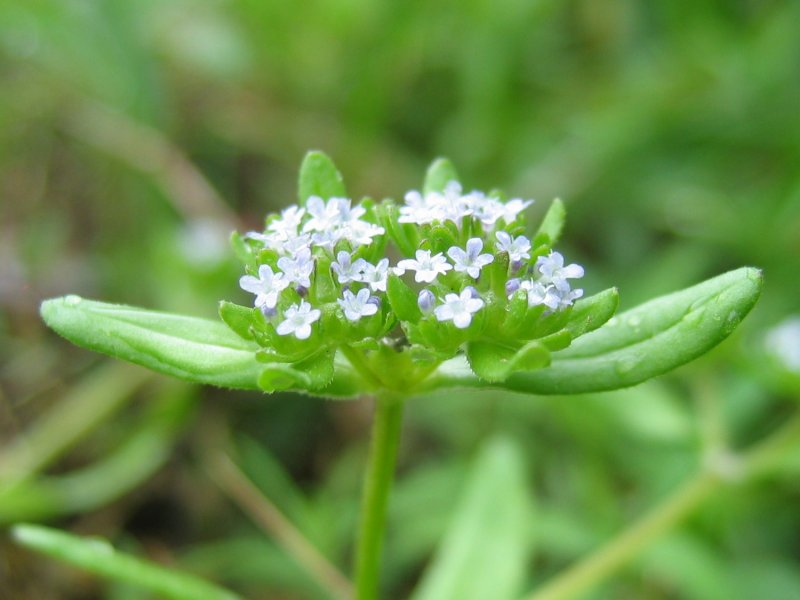
Kwiatostan roszpunki warzywnej
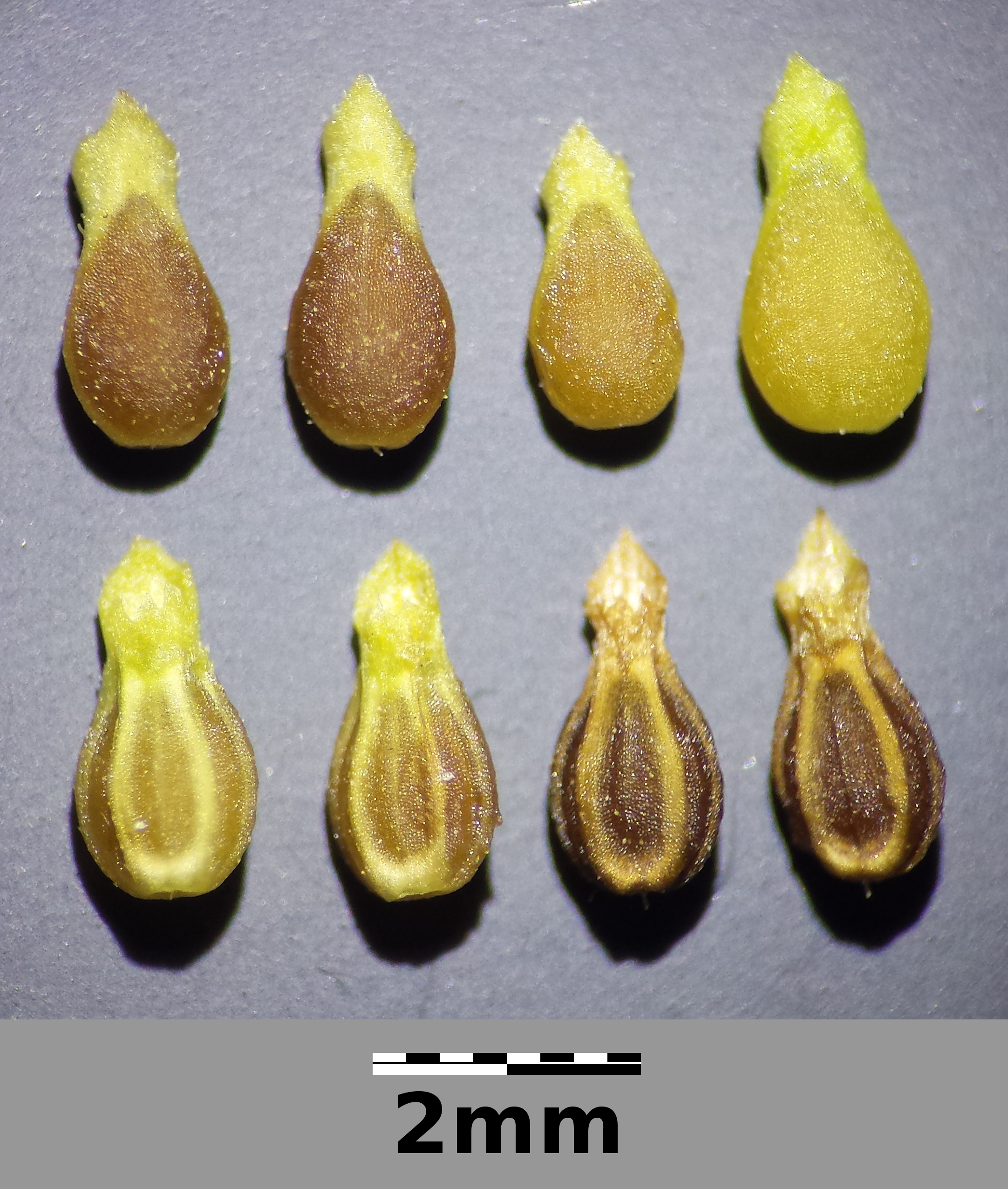
Owoce roszpunki ząbkowanej

## Systematyka
Synonimy
Masema Dulac, Odontocarpa Necker ex Rafinesque, Polypremum Adanson, Siphonella (Torr. & A. Gray) Small, Fedia, Pseudobetckea
Pozycja systematyczna
Według APweb (aktualizowany system APG IV z 2016) rodzaj należy do szeroko ujmowanej rodziny przewiertniowatych Caprifoliaceae, a w jej obrębie do podrodziny kozłkowych Valerianoideae. W niektórych ujęciach podrodzina ta podnoszona jest do rangi rodziny – kozłkowatych Valerianaceae.
Wykaz gatunków
- Valerianella abyssinica Fresen.
- Valerianella adylovii M.N.Abdull.
- Valerianella affinis Balf.f.
- Valerianella aksaensis M.N.Abdull.
- Valerianella amarella (Lindl. ex A. Gray) Krok
- Valerianella amblyotis Fisch. & C.A.Mey. ex Hohen.
- Valerianella anodon Lincz.
- Valerianella antilibanotic a Rech.f.
- Valerianella balansae V.A.Matthews
- Valerianella bushii Dyal
- Valerianella carinata Loisel. – roszpunka ostrogrzbiecista
- Valerianella chenopodifoli a (Pursh) DC.
- Valerianella chlorodonta Coss. & Durieu
- Valerianella chlorostephan a Boiss. & Balansa
- Valerianella corniculata C.A.Mey.
- Valerianella coronata (L.) DC. – roszpunka koroniasta
- Valerianella costata (Steven) Betcke
- Valerianella cymbaecarpa C.A.Mey.
- Valerianella dactylophylla  Boiss. & Hohen.
- Valerianella dentata (L.) Pollich – roszpunka ząbkowana
- Valerianella deserticola Hadac
- Valerianella discoidea (L.) Loisel.
- Valerianella divaricata Lange
- Valerianella echinata (L.) DC.
- Valerianella eriocarpa Desv. – roszpunka wełnistoowockowa
- Valerianella falconida Shvedtsch.
- Valerianella florifera Shinners
- Valerianella glomerata Boiss. & Balansa
- Valerianella hirsutissima Link
- Valerianella intermedia Dyal
- Valerianella kotschyi Boiss.
- Valerianella kulabensis Lipsky ex Lincz.
- Valerianella lasiocarpa (Steven) Betcke
- Valerianella leiocarpa (K.Koch) Kuntze
- Valerianella leptocarpa Pomel
- Valerianella lipskyi Lincz.
- Valerianella locusta (L.) Laterr. – roszpunka warzywna
- Valerianella longiflora (Torr. & A. Gray) Walp.
- Valerianella martini Loscos
- Valerianella microcarpa Loisel.
- Valerianella multidentata Loscos & J.Pardo
- Valerianella muricata (Steven ex M.Bieb.) W.H.Baxter
- Valerianella muricata (Steven ex M.Bieb.) W.H.Baxter
- Valerianella nuttallii Walp.
- Valerianella obtusiloba Boiss.
- Valerianella orientalis (Schltdl.) Boiss. & Balansa
- Valerianella ovczinnikovii  Sharipova
- Valerianella oxyrhyncha Fisch. & C.A.Mey.
- Valerianella ozarkana Dyal
- Valerianella palmeri Dyal
- Valerianella petrovichii Asch.
- Valerianella plagiostephan a Fisch. & C.A. Mey.
- Valerianella platycarpa Trautv.
- Valerianella pomelii Batt.
- Valerianella pontica Lipsky
- Valerianella puberula (Bertol. ex Guss.) DC.
- Valerianella pumila (L.) DC.
- Valerianella radiata Dufr.
- Valerianella rimosa Bastard – roszpunka bruzdkowana
- Valerianella samolifolia (DC.) A. Gray
- Valerianella sclerocarpa Fisch. & C.A.Mey.
- Valerianella stenocarpa Krok
- Valerianella stephanodon Coss. & Durieu
- Valerianella szovitsiana Fisch. & C.A. Mey.
- Valerianella texana Dyal
- Valerianella triceras Bornm.
- Valerianella triplaris Boiss. & Buhse
- Valerianella tuberculata Boiss.
- Valerianella turcica Dogru-Koca & G.Zare
- Valerianella turgida (Steven) Betcke
- Valerianella turkestanica Regel & Schmalh.
- Valerianella umbilicata (Sull. ex A.Gray) Alph.Wood
- Valerianella uncinata (M.Bieb.) Dufr.
- Valerianella varzobica Sharipova
- Valerianella vesicaria (L.) Moench
- Valerianella vvedenskyi Lincz.
- Valerianella woodsiana (Torr. & A. Gray) Walp.